# Växtlighet i rymden

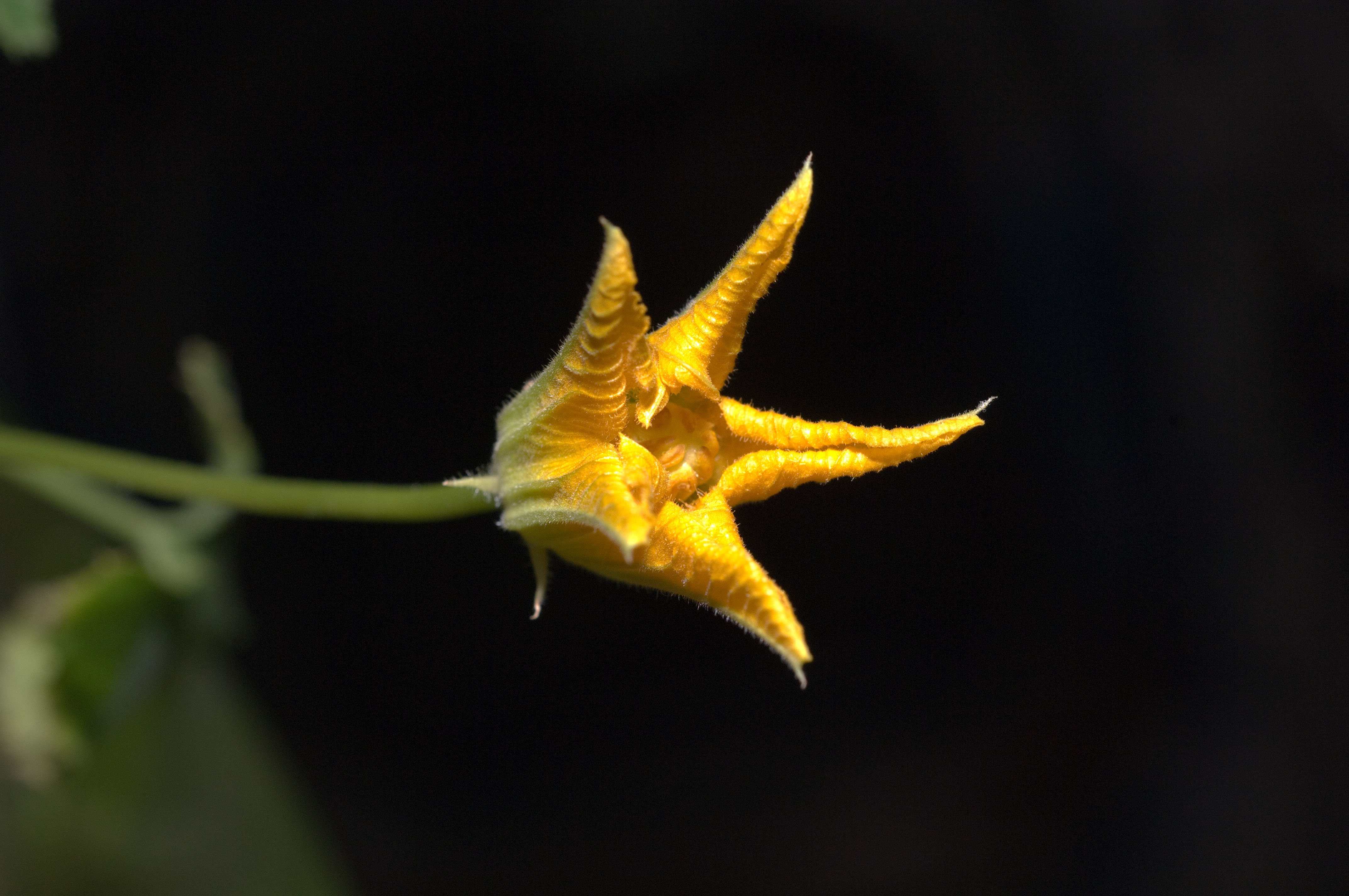
Zucchini planta som blommar i rymden

Växtlighet i rymden får problem med att gravitationen är nästan obefintlig. I rymden odlar man plantor i tryckkontrollerade kamrar. Växtligheten skulle kunna bidra med föda såväl som en förbättring av atmosfären i en rymdfarkost vid längre resor. Plantor skulle kunna omvandla koldioxiden i luften till syre och också kontrollera luftfuktigheten. Man studerade växtlighet i rymden i och med ISS i Veggie projektet. Man har gjort studier på ISS som visar att gravitation kanske inte alltid är nödvändig.

## Historia
Ombord på den amerikanska rymdstationen Skylab studerade man ris i annan gravitation och ljus.
1982 genomfördes odling av backtrav vilket alltså är de första växterna som blommat och producerat frö i rymden, ombord på den sovjetiska rymdstationen Saljut 7.
På ISS så gjorde man försöken mer ingående och försökte producera bland annat sallad och rädisor. Expedition 40 odlade och skördade röd roman sallad som man även åt av.